# ملسنة مشرشرة
المُلسَّنة المُشَرشَرة أو الملسنة المؤنفة أو الألسونية المُحَزَّزة (الاسم العلمي: Linguatula serrata) هيَ طفيل حيواني المنشأ ذو انتشار عالمي، وتنتمي إلى رُتبة خماسيات الثقوب المُعروفة باسم ديدان اللسان. تعدّ الملسنة المشرشرة من الطفيليات الشبيهة بالديدان والموجودة في الجهاز التنفسي لدى الفقاريات. تَعيش في منطقة البلعوم الأنفي في الثدييات، وتعدّ القطط وَالكلاب وَالثعالب والحيوانات اللاحمة الأخرى المُضيف الطبيعي لهذا الطُفيل، وأيضاً من المحتمل أن يكون أي حيوان ثَدي عائل وسيط لها.

## النطاق الجغرافي
يمكن العثور على الملسنة المشرشرة في جميع أنحاء العالم وخاصة في المناطق شبه الاستوائية ومناطق المناخ المُعتدل.

## المورفولوجيا
يكون الطفيل البالغ مُسطح المنطقة الظهرية البطنية، وهو مُستدق من الخَلف بحيث يُشبه لسان الفقاريات، ومن هُنا نشأت تسميتها.
يبلغ طول الذكور من 18-20 ملم (0.71–0.79 إنش)، وطول الإناث من 80-120 ملم (3.1–4.7 إنش).

## السلوك والتكاثر
يحصل التكاثر في هذا الطَفيل من حدوث التزواج بين الذكور والإناث، حيثُ تعمل الذكور على اختيار الإناث المُقاربة لها في الحجم، كما تقوم الإناث بوضع عدد كبير من البيض (يصل إلى مئات الآلاف).

## دورة الحياة
تعمل الأفراد البالغة على غرس الجزء الأمامي من جسدها في الغشاء المُخاطي لمنطقة البلعوم الأنفي، حيثُ تتغذى على الدم وسوائل الجسم. تعيش الإناث سنتين على الأقل حيثُ تقوم بإنتاج الملايين من البيض، ويغادر البيض المُضيف من خلال إفرازات الأنف أو من خلال البراز (في حال تم ابتلاعه). عندما يتم ابتلاع البيض من قبل العائل الوسيط فإنَّ اليرقات رباعية الأرجل تفقس في الأمعاء الدقيقة ثُم تخترق جدار الأمعاء وتستقر في الأنسجة وخاصة أنسجة الرئتين والكبد والعقد اللمفية، ثُم تبدأ مرحلة الحورية، وعندما يتم تناولها من قبل عائل نهائي فإنَّ الحوريات المُعدية إما أن تلتصق في السبيل الهضمي العلوي أو تنتقل بسرعة من المعدة إلى البلعوم الأنفي. تبدأ الإناث بإنتاج البيض في حوالي 6 أشهر.

## الأمراض
تُسبب المُلسنة المشرشرة داء الملسنات الذي يُعتبر شكل من أشكال داء الخمساوات، وعادةً يتم اكتشاف هذا المرض بشكل عرضي أثناء التشريح ويعود السبب في ذلك أنَّ هذا المرض من الأمراض اللاعرضية (لا تحدث أعراض في الجسم عند الإصابة بها).

## علم الأوبئة
تختلف الإصابة بين كلاب القاهرة بين الذكور والإناث بنسبة 1:1.9 (58.97٪ و 30.77٪ على التوالي)، كما يزداد معدل الإصابة خلل فصلي الربيع والصيف بنسبة 66.67% مقارنةً بفصل الخريف والشتاء، وهو ما يشكل حوالي 33.33% من مُعدل الإصابة، وتعدّ العقد اللمفية المُصابة في البقر والأغنام والماعز والجمال مصدراً مُحتملاً للعدوى في الكلاب، حيثُ تظهر على المصابين أعضاء داء الحلزون وَمتلازمة مارارا عند أكلهم لها نيئة.